# Xenia Makletzova
Xenia (Ksenia) Petrovna Makletzova ou Maclezova (en russe : Ксения Петровна Маклецова) née le 17 [a.s. 5] novembre 1892 à Saint-Pétersbourg et morte le 18 mai 1974 à Long Beach, est une danseuse de ballet américaine, d'origine russe.

## Début
Elle suit une formation de danseuse à l'académie de chorégraphie de Moscou, l'école de ballet du ballet du Bolchoï, élève de Vassili Tikhomirov et obtient son diplôme en 1908.

## Carrière
Xenia Makletzova danse avec le ballet du Bolchoï de 1908 à 1915, puis rejoint le Ballet Mariinsky en 1915.
En 1915-1916, elle est première ballerine des ballets russes de Sergei Diaghilev lors de leur première tournée aux États-Unis. Elle danse lors de la première américaine des Sylphides avec la compagnie Diaghilev. Elle est licenciée pour insubordination par Diaghilev, après avoir refusé d'ajouter un autre ballet à son répertoire ou de danser avec Alexander Gavriloff, sans augmentation de son salaire. Elle est remplacée par Lydia Lopokova. Diaghilev l'a poursuit, mais Makletzova contre-attaque et elle reçoit 4 500 $ par un tribunal du Massachusetts,,. Elle comparait devant le tribunal avec sa mère et porte des bijoux qui lui auraient été donnés par le tsar. Son témoignage au tribunal est traduit, car elle ne parle pas anglais à l'époque.
Elle retourne au Mariinsky en 1917, mais bientôt le tumulte révolutionnaire l'oblige à quitter la Russie. Elle fait une tournée en Asie pendant plusieurs années,, puis rejoint la compagnie de ballet russe de Mikhail Mordkin aux États-Unis en 1926. En 1928, elle fait une tournée avec le Ballet Alexis Kosloff, et elle apparait dans une production de Schéhérazade à Carnegie Hall. Elle est encore avec Kosloff en 1930, lorsqu'elle est une vedette au Doge's Ball à Miami.
Carl Van Vechten admire l'habileté technique de la danseuse, en disant « J'ai oublié combien de fois Mlle Maclezova pouvait pirouetter en l'air sans toucher l'orteil au sol, mais c'était un nombre prodigieux ». Cependant, il la trouve manquant de « grâce, de poésie et d'imagination », et juge que Makletzova « avait vraiment offensé l'œil » dans L'Oiseau de feu, « Loin d'interpréter le ballet », conclut-il, « elle vous a donné une idée de la façon dont il ne fallait pas le faire ».
Xenia Makletzova ouvre sa propre école de ballet à New York.
Makletzova est décédée à Long Beach, New York, en 1974, à l'âge de 81 ans.

## Répertoire
- L'Oiseau de Feu
- Le Pavillon d'Armide
- Les Sylphides, 20 janvier 1916, Century Theatre, New York[3].
- Carnaval
- Petrouchka
- Daphnis et Chloé
- Tsar Maiden
- Florina,
- Aurora (La Belle au bois dormant),
- Esmeralda,
- Giselle
- Bérénice (Nuits égyptiennes)
- Medora
- Odette - Odile (Le Lac des cygnes)
- Kitri (Don Quichotte)